# Aleksandr Ivanov (futbolista nacido en 1928)
Aleksandr Ivanov (en ruso: Александр Иванович Иванов) (Leningrado, Unión Soviética; 14 de abril de 1928 – San Petersburgo, Rusia; 29 de marzo de 1997) fue un futbolista y entrenador ruso que jugaba en la posición de delantero.

## Carrera

### Club
Jugó toda su carrera con el FC Zenit Leningrado de 1950 a 1960 donde jugó 220 partidos y anotó 47 goles.

### Selección nacional
Jugó para Unión Soviética de 1958 a 1959 en cinco partidos donde anotó un gol, el cual fue en su debut en la Copa Mundial de Fútbol de 1958 ante Inglaterra.